# Copa Hazfi 2022-23
La Copa Hazfi 2022-23 fue la 36.ª edición del torneo nacional de eliminación directa del fútbol iraní. El ganador clasificó a la Liga de Campeones de la AFC 2023-24. 
Nassaji fue el campeón defensor.

## Equipos participantes
Un total de 96 equipos fueron elegibles para participar en el Copa Hazfi 2022-23. Los equipos se dividieron en cuatro grupos principales. Equipos de la Pro League, Liga Azadegan, 2.ª División, Ligas Provinciales. Los equipos de la Pro League y Azadegan League tuvieron que participar en la competición, pero los equipos de 2.ª División y los campeones provinciales podían negarse a participar.

## Calendario
El calendario de la competición fue el siguiente.
| Fase         | Ronda            | Sorteo                   | Fechas                     |
| ------------ | ---------------- | ------------------------ | -------------------------- |
| Primera fase | Ronda 1          | 24 de septiembre de 2022 | 9–10 de octubre de 2022    |
| Primera fase | Ronda 2          | 19 de octubre de 2022    | 9–10 de noviembre de 2022  |
| Primera fase | Ronda 3          | 16 de noviembre de 2022  | 11–12 de diciembre de 2022 |
| Segunda fase | Ronda 4          | 24 de diciembre de 2022  | 10–12 de enero de 2023     |
| Segunda fase | Octavos de final | 23 de enero de 2023      | 20–22 de febrero de 2023   |
| Segunda fase | Cuartos de final | 7 de marzo de 2023       | 29–30 de abril de 2023     |
| Segunda fase | Semifinales      | 30 de abril de 2023      | 24–25 de mayo de 2023      |
| Segunda fase | Final            | 30 de abril de 2023      | 31 de mayo de 2023         |

## Primera ronda
Esta fase la disputaron equipos de la cuarta división, los partidos se jugaron el 9 y 10 de octubre de 2022.
| Equipo 1                | Resultado    | Equipo 2                         |
| ----------------------- | ------------ | -------------------------------- |
| Pars Bandar Kiashahr    | w/o          | Sorkhpooshan Pakdasht            |
| Kia Shahrood            | 3–0          | Gostaresh Khoy                   |
| Setaregan Sivan Ilam    | 1–2          | Setaregan Kermanshah             |
| Oxygen Marand           | 1–2          | Poshtibani Shomal Shargh Mashhad |
| Qiam Abhar              | 3–0          | Kordestan's Representative       |
| Ghafari Takestan        | 5–1          | Ra'd Mahalat                     |
| Mi'ad Moghan            | 0–1          | Damash Tehran                    |
| Vahdat Aghasht          | 3–0          | Ku Amacity Qom                   |
| Padide San'at Mobarakeh | 3–2          | Etehad Sefin Kish                |
| Koorosh Kabir Zabol     | 0–0 (7–8 p.) | Poolad Oxin Izeh                 |
| Payam Shargh Qaen       | 3–0          | Pouyandegan Talash Marvdasht     |
| Harang Javan Bastak     | 4–0          | Shahid Ansari Barez Lordegan     |
| Zagros Basht            | 0–1          | Abouzar Kangan                   |

## Segunda ronda
Esta fase la disputaron los 13 ganadores de la primera ronda y 15 clubes de la tercera división, los partidos se jugaron el 9 y 10 de noviembre de 2022.
| Equipo 1                         | Resultado    | Equipo 2                |
| -------------------------------- | ------------ | ----------------------- |
| Damash Tehran                    | 3–0          | Poolad Oxin Izeh        |
| Iman Sabz Shiraz                 | 3–0          | Qiam Abhar              |
| Abouzar Kangan                   | 2–0          | Pars Bandar Kiashahr    |
| Damashian Rasht                  | 1–0          | Foolad Hormozgan        |
| Shahid Oraki Eslamshahr          | 6–0          | Kia Shahrood            |
| Panik Talesh                     | w/o          | Payam Shargh Qaen       |
| Nirooye Zamini                   | 0–0 (3–4 p.) | Harang Javan Bastak     |
| Be'sat Kermanshah                | 2–1          | Shahid Ghandi Yazd      |
| Ario Bam Eslamshahr              | 1–0          | Vahdat Aghasht          |
| Shohadaye Babolsar               | 3–3 (7–6 p.) | Vista Turbin Tehran     |
| Navad Urmia                      | 1–0          | Padide San'at Mobarakeh |
| Poshtibani Shomal Shargh Mashhad | 3–1          | Mes Novin Kerman        |
| Setaregan Kermanshah             | w/o          | Shahin Bushehr          |
| PAS Hamedan                      | 2–0          | Ghafari Takestan        |

## Tercera ronda
Esta fase la disputaron los 14 ganadores de la segunda ronda y 16 clubes de la segunda división, los partidos se jugaron el 11 y 12 de diciembre de 2022.
| Equipo 1                | Resultado    | Equipo 2                         |
| ----------------------- | ------------ | -------------------------------- |
| Shahid Oraki Eslamshahr | 0–1          | Ario Bam Eslamshahr              |
| Fajr Sepasi             | 1–0          | Poshtibani Shomal Shargh Mashhad |
| Iman Sabz Shiraz        | 4–0          | Abouzar Kangan                   |
| Khooshe Talaei Saveh    | w/o          | Shahrdari Astara                 |
| Esteghlal Mollasani     | 2–0          | Panik Talesh                     |
| Mes Shahr-e Babak       | w/o          | Kheybar Khorramabad              |
| Arman Gohar Sirjan      | 2–0          | Damash Tehran                    |
| Harang Javan Bastak     | 0–0 (4–5 p.) | Shahrdari Hamedan                |
| Chooka Talesh           | 1–4          | Be'sat Kermanshah                |
| Chadormalu Ardakan      | 2–0          | Khalij Fars Mahshahr             |
| Van Pars Naghse Jahan   | 7–0          | Setaregan Kermanshah             |
| Esteghlal Khuzestan     | w/o          | Damashian Rasht                  |
| Pars Jonoubi Jam        | 2–1          | Shams Azar                       |
| Darya Babol             | 2–1          | Shohadaye Babolsar               |
| Saipa                   | 2–1          | PAS Hamedan                      |

## Cuarta ronda
Esta fase la disputaron los 16 ganadores de la tercera ronda y los 16 clubes de la primera división, los partidos se jugaron entre el 10 y 12 de enero de 2023.
| Equipo 1            | Resultado    | Equipo 2              |
| ------------------- | ------------ | --------------------- |
| Havadar             | 1–0          | Chadormalu Ardakan    |
| Esteghlal Tehran    | 2–1 (t. s.)  | Tractor               |
| Foolad              | 2–0          | Khooshe Talaei Saveh  |
| Arman Gohar Sirjan  | 1–3          | Esteghlal Mollasani   |
| Gol Gohar           | 2–1 (t. s.)  | Mes Shahr-e Babak     |
| Malavan             | 3–0          | Naft Masjed           |
| Be'sat Kermanshah   | 1–1 (6–7 p.) | Navad Urmia           |
| Pars Jonoubi Jam    | 1–0 (t. s.)  | Iman Sabz Shiraz      |
| Mes Rafsanjan       | 1–0          | Zob Ahan              |
| Paykan              | 1–0          | Esteghlal Khuzestan   |
| Mes Kerman          | 2–0          | Sanat Naft            |
| Nassaji Mazandaran  | 2–1          | Fajr Sepasi           |
| Sepahan             | 3–0          | Saipa                 |
| Shahrdari Hamedan   | 1–1 (7–8 p.) | Darya Babol           |
| Persépolis          | 2–2 (4–1 p.) | Van Pars Naghse Jahan |
| Ario Bam Eslamshahr | 2–3 (t. s.)  | Aluminium Arak        |

## Cuadro de desarrollo
|  | Octavos de final                     | Octavos de final                     | Octavos de final                     |                          |                     | Cuartos de final         | Cuartos de final         | Cuartos de final         |  |                  | Semifinales             | Semifinales             | Semifinales             |  |                  | Final              | Final              | Final              |  |
|  | 19 de febrero al 17 de marzo de 2023 | 19 de febrero al 17 de marzo de 2023 | 19 de febrero al 17 de marzo de 2023 |                          |                     | 29 y 30 de abril de 2023 | 29 y 30 de abril de 2023 | 29 y 30 de abril de 2023 |  |                  | 24 y 25 de mayo de 2023 | 24 y 25 de mayo de 2023 | 24 y 25 de mayo de 2023 |  |                  | 31 de mayo de 2023 | 31 de mayo de 2023 | 31 de mayo de 2023 |  |
|  |                                      |                                      |                                      |                          |                     |                          |                          |                          |  |                  |                         |                         |                         |  |                  |                    |                    |                    |  |
|  |                                      |                                      |                                      |                          |                     |                          |                          |                          |  |                  |                         |                         |                         |  |                  |                    |                    |                    |  |
|  | Darya Babol                          | Darya Babol                          | 0 (3)                                |                          |                     |                          |                          |                          |  |                  |                         |                         |                         |  |                  |                    |                    |                    |  |
|  | Darya Babol                          | Darya Babol                          | 0 (3)                                |                          |                     |                          |                          |                          |  |                  |                         |                         |                         |  |                  |                    |                    |                    |  |
|  | Pars Jonoubi Jam                     | Pars Jonoubi Jam                     | 0 (4)                                |                          |                     |                          |                          |                          |  |                  |                         |                         |                         |  |                  |                    |                    |                    |  |
|  | Pars Jonoubi Jam                     | Pars Jonoubi Jam                     | 0 (4)                                |                          | Pars Jonoubi Jam    | Pars Jonoubi Jam         | 0                        |                          |  |                  |                         |                         |                         |  |                  |                    |                    |                    |  |
|  |                                      |                                      |                                      |                          | Pars Jonoubi Jam    | Pars Jonoubi Jam         | 0                        |                          |  |                  |                         |                         |                         |  |                  |                    |                    |                    |  |
|  |                                      |                                      | Esteghlal Tehran (t. s.)             | Esteghlal Tehran (t. s.) | 1                   |                          |                          |                          |  |                  |                         |                         |                         |  |                  |                    |                    |                    |  |
|  | Esteghlal Tehran                     | Esteghlal Tehran                     | Esteghlal Tehran (t. s.)             | Esteghlal Tehran (t. s.) | 1                   | 2                        |                          |                          |  |                  |                         |                         |                         |  |                  |                    |                    |                    |  |
|  | Esteghlal Tehran                     | Esteghlal Tehran                     |                                      |                          |                     |                          |                          |                          |  |                  |                         |                         |                         |  |                  |                    |                    |                    |  |
|  | Malavan                              | Malavan                              | 0                                    |                          |                     |                          |                          |                          |  |                  |                         |                         |                         |  |                  |                    |                    |                    |  |
|  | Malavan                              | Malavan                              | 0                                    |                          |                     |                          |                          |                          |  | Esteghlal Tehran | Esteghlal Tehran        | 4                       |                         |  |                  |                    |                    |                    |  |
|  |                                      |                                      |                                      |                          |                     |                          |                          |                          |  | Esteghlal Tehran | Esteghlal Tehran        | 4                       |                         |  |                  |                    |                    |                    |  |
|  |                                      |                                      | Nassaji Mazandaran                   | Nassaji Mazandaran       | 0                   |                          |                          |                          |  |                  |                         |                         |                         |  |                  |                    |                    |                    |  |
|  | Aluminium Arak                       | Aluminium Arak                       | Nassaji Mazandaran                   | Nassaji Mazandaran       | 0                   | 0 (5)                    |                          |                          |  |                  |                         |                         |                         |  |                  |                    |                    |                    |  |
|  | Aluminium Arak                       | Aluminium Arak                       |                                      |                          |                     |                          |                          |                          |  |                  |                         |                         |                         |  |                  |                    |                    |                    |  |
|  | Nassaji Mazandaran                   | Nassaji Mazandaran                   | 0 (6)                                |                          |                     |                          |                          |                          |  |                  |                         |                         |                         |  |                  |                    |                    |                    |  |
|  | Nassaji Mazandaran                   | Nassaji Mazandaran                   | 0 (6)                                |                          | Nassaji Mazandaran  | Nassaji Mazandaran       | 3                        |                          |  |                  |                         |                         |                         |  |                  |                    |                    |                    |  |
|  |                                      |                                      |                                      |                          | Nassaji Mazandaran  | Nassaji Mazandaran       | 3                        |                          |  |                  |                         |                         |                         |  |                  |                    |                    |                    |  |
|  |                                      |                                      | Paykan                               | Paykan                   | 0                   |                          |                          |                          |  |                  |                         |                         |                         |  |                  |                    |                    |                    |  |
|  | Navad Urmia                          | Navad Urmia                          | Paykan                               | Paykan                   | 0                   | 0                        |                          |                          |  |                  |                         |                         |                         |  |                  |                    |                    |                    |  |
|  | Navad Urmia                          | Navad Urmia                          |                                      |                          |                     |                          |                          |                          |  |                  |                         |                         |                         |  |                  |                    |                    |                    |  |
|  | Paykan                               | Paykan                               | 2                                    |                          |                     |                          |                          |                          |  |                  |                         |                         |                         |  |                  |                    |                    |                    |  |
|  | Paykan                               | Paykan                               | 2                                    |                          |                     |                          |                          |                          |  |                  |                         |                         |                         |  | Esteghlal Tehran | Esteghlal Tehran   | 1                  |                    |  |
|  |                                      |                                      |                                      |                          |                     |                          |                          |                          |  |                  |                         |                         |                         |  | Esteghlal Tehran | Esteghlal Tehran   | 1                  |                    |  |
|  |                                      |                                      | Persépolis (t. s.)                   | Persépolis (t. s.)       | 2                   |                          |                          |                          |  |                  |                         |                         |                         |  |                  |                    |                    |                    |  |
|  | Esteghlal Mollasani                  | Esteghlal Mollasani                  | Persépolis (t. s.)                   | Persépolis (t. s.)       | 2                   | 3                        |                          |                          |  |                  |                         |                         |                         |  |                  |                    |                    |                    |  |
|  | Esteghlal Mollasani                  | Esteghlal Mollasani                  |                                      |                          |                     |                          |                          |                          |  |                  |                         |                         |                         |  |                  |                    |                    |                    |  |
|  | Mes Kerman                           | Mes Kerman                           | 1                                    |                          |                     |                          |                          |                          |  |                  |                         |                         |                         |  |                  |                    |                    |                    |  |
|  | Mes Kerman                           | Mes Kerman                           | 1                                    |                          | Esteghlal Mollasani | Esteghlal Mollasani      | 1                        |                          |  |                  |                         |                         |                         |  |                  |                    |                    |                    |  |
|  |                                      |                                      |                                      |                          | Esteghlal Mollasani | Esteghlal Mollasani      | 1                        |                          |  |                  |                         |                         |                         |  |                  |                    |                    |                    |  |
|  |                                      |                                      | Havadar                              | Havadar                  | 2                   |                          |                          |                          |  |                  |                         |                         |                         |  |                  |                    |                    |                    |  |
|  | Havadar                              | Havadar                              | Havadar                              | Havadar                  | 2                   | 0 (5)                    |                          |                          |  |                  |                         |                         |                         |  |                  |                    |                    |                    |  |
|  | Havadar                              | Havadar                              |                                      |                          |                     |                          |                          |                          |  |                  |                         |                         |                         |  |                  |                    |                    |                    |  |
|  | Mes Rafsanjan                        | Mes Rafsanjan                        | 0 (4)                                |                          |                     |                          |                          |                          |  |                  |                         |                         |                         |  |                  |                    |                    |                    |  |
|  | Mes Rafsanjan                        | Mes Rafsanjan                        | 0 (4)                                |                          |                     |                          |                          |                          |  | Havadar          | Havadar                 | 1                       |                         |  |                  |                    |                    |                    |  |
|  |                                      |                                      |                                      |                          |                     |                          |                          |                          |  | Havadar          | Havadar                 | 1                       |                         |  |                  |                    |                    |                    |  |
|  |                                      |                                      | Persépolis                           | Persépolis               | 3                   |                          |                          |                          |  |                  |                         |                         |                         |  |                  |                    |                    |                    |  |
|  | Sepahan                              | Sepahan                              | Persépolis                           | Persépolis               | 3                   | 0                        |                          |                          |  |                  |                         |                         |                         |  |                  |                    |                    |                    |  |
|  | Sepahan                              | Sepahan                              |                                      |                          |                     |                          |                          |                          |  |                  |                         |                         |                         |  |                  |                    |                    |                    |  |
|  | Persépolis                           | Persépolis                           | 4                                    |                          |                     |                          |                          |                          |  |                  |                         |                         |                         |  |                  |                    |                    |                    |  |
|  | Persépolis                           | Persépolis                           | 4                                    |                          | Persépolis          | Persépolis               | 2                        |                          |  |                  |                         |                         |                         |  |                  |                    |                    |                    |  |
|  |                                      |                                      |                                      |                          | Persépolis          | Persépolis               | 2                        |                          |  |                  |                         |                         |                         |  |                  |                    |                    |                    |  |
|  |                                      |                                      | Gol Gohar                            | Gol Gohar                | 1                   |                          |                          |                          |  |                  |                         |                         |                         |  |                  |                    |                    |                    |  |
|  | Gol Gohar                            | Gol Gohar                            | Gol Gohar                            | Gol Gohar                | 1                   | 1                        |                          |                          |  |                  |                         |                         |                         |  |                  |                    |                    |                    |  |
|  | Gol Gohar                            | Gol Gohar                            |                                      |                          |                     |                          |                          |                          |  |                  |                         |                         |                         |  |                  |                    |                    |                    |  |
|  | Foolad                               | Foolad                               | 0                                    |                          |                     |                          |                          |                          |  |                  |                         |                         |                         |  |                  |                    |                    |                    |  |
|  | Foolad                               | Foolad                               | 0                                    |                          |                     |                          |                          |                          |  |                  |                         |                         |                         |  |                  |                    |                    |                    |  |
|  |                                      |                                      |                                      |                          |                     |                          |                          |                          |  |                  |                         |                         |                         |  |                  |                    |                    |                    |  |

## Octavos de final
Esta fase la disputaron los 16 ganadores de la cuarta ronda, los partidos se jugaron desde el 19 de febrero hasta el 17 de marzo de 2023.
| Equipo 1            | Resultado    | Equipo 2           |
| ------------------- | ------------ | ------------------ |
| Esteghlal Tehran    | 2–0          | Malavan            |
| Aluminium Arak      | 0–0 (5–6 p.) | Nassaji Mazandaran |
| Esteghlal Mollasani | 3–1          | Mes Kerman         |
| Navad Urmia         | 0–2          | Paykan             |
| Darya Babol         | 0–0 (3–4 p.) | Pars Jonoubi Jam   |
| Havadar             | 0–0 (5–4 p.) | Mes Rafsanjan      |
| Sepahan             | 0–4          | Persépolis         |
| Gol Gohar           | 1–0          | Foolad             |

## Cuartos de final
Esta fase la disputaron los 8 ganadores de los octavos de final, los partidos se jugaron entre el 29 y 30 de abril de 2023.
| Equipo 1            | Resultado   | Equipo 2         |
| ------------------- | ----------- | ---------------- |
| Esteghlal Mollasani | 1–2         | Havadar          |
| Pars Jonoubi Jam    | 0–1 (t. s.) | Esteghlal Tehran |
| Nassaji Mazandaran  | 3–0         | Paykan           |
| Persépolis          | 2–1         | Gol Gohar        |

## Semifinales
Esta fase la disputaron los 4 ganadores de los cuartos de final, los partidos se jugaron el 24 y 25 de mayo de 2023.
| Equipo 1         | Resultado | Equipo 2           |
| ---------------- | --------- | ------------------ |
| Esteghlal Tehran | 4–0       | Nassaji Mazandaran |
| Havadar          | 1–3       | Persépolis         |

## Final
La final se jugó el 31 de mayo de 2023 en el estadio Azadi.
| 31 de mayo de 2023 | Esteghlal Tehran | 1 – 2 (t. s.) | Persépolis                  | Estadio Azadi, Teherán       |                              |
| 19:45 (UTC+4:30)   | Moradmand 90+11' | Reporte       | - Torabi 30' - Alishah 115' | Árbitro(s): Ashkan Khorshidi | Árbitro(s): Ashkan Khorshidi |

|                               |
| Bandera de Irán               |
| Campeón Persépolis 7.º título |